# Everett AquaSox
Everett AquaSox je baseballový tým z Everettu v americkém státě Washington, který hraje nižší ligu Northwest League, jenž v minulé sezoně vyhrál. Tým byl založen roku 1984 jako Everett Giants, ale v roce 1995 přešel od San Francisco Giants a stal se farmou Seattle Mariners, čímž se také přejmenoval na AquaSox.
Své domácí zápasy tým hraje na stadioně Everett Memorial Stadium, který byl otevřen v roce 1984 a má kapacitu 3 682 míst.